# Facultad de Ciencias Biológicas Universidad de Copenhague
La Facultad de Ciencias Biológicas Universidad de Copenhague, facultad anteriormente conocida como la Royal Veterinary and Agricultural University, se encuentra en Frederiksberg, Dinamarca y fue fundada en 1856. El 1 de enero de 2007, la Universidad se fusionó con la Universidad de Copenhague. Fue brevemente una facultad de la Universidad de Copenhague llamada la Facultad de Ciencias de la Vida. El 1 de enero de 2012 se separó: la parte veterinaria se incluyó en la facultad de ciencias de la salud, y el resto se combinó en la facultad de ciencias.